# Erich Otremba
Erich Otremba (* 11. November 1910 in Frankfurt am Main; † 11. April 1984 in Ahrensburg) war ein deutscher Wirtschaftsgeograph. Er war zuletzt Professor an der Universität zu Köln.

## Leben
Otremba studierte ab 1930 Wirtschaftswissenschaften, Geographie und Geologie an der Goethe-Universität Frankfurt am Main, an der er 1937 mit einem Thema der Agrargeographie zum Dr. rer. pol. promoviert wurde. Im Jahr 1942 erhielt er die Habilitation an der Universität Erlangen mit einer Arbeit zur Stadtgeographie von Nürnberg. In der Folgezeit war er als Leutnant Kommandoführer einer Gruppe von Geologen, Geographen, Hydrologen und Vegetationskundlern (unter anderen mit Josef Schmithüsen) unter der Bezeichnung „Forschungsstaffel zur besonderen Verwendung des OKW“. Diese war 1943 zur Auswertung von Luftbildern im Hinblick auf die Kampfführung der Reichswehr durch Otto Schulz-Kampfhenkel zusammengestellt worden.
Bereits vor dem Zweiten Weltkrieg war Otremba in Erlangen wissenschaftlicher Assistent. 1947 wurde er Lehrstuhlvertreter für Geographie und schließlich 1950 außerplanmäßiger Professor. Ab 1951 war er ordentlicher Professor für Wirtschaftsgeographie an der Universität Hamburg, an der er 1957/58 und 1960/61 Dekan war. Ab 1963 war er Professor für Wirtschafts- und Sozialgeographie an der Universität zu Köln, an der er 1966/67 Dekan war. 1977 wurde er emeritiert.
Er befasste sich mit Agrar- und Industriegeographie, Stadtgeographie, Raumordnung und Regionalplanung. Einige seiner Werke galten zu seiner Zeit als Standardwerke in Lehre und Forschung.
Auf dem Geographentag in Köln 1961 sorgte er für einen Eklat, als er im Gegensatz zu Hans Bobek (der sie als etablierte und erfolgreiche Disziplin ansah) die Sinnhaftigkeit einer eigenen Disziplin Sozialgeographie in Frage stellte.
1959 erhielt er die Carl-Ritter-Medaille der Gesellschaft für Erdkunde, 1977 die Robert-Gradmann-Medaille und 1970 die Goldene Martin Behaim Plakette. 1970 wurde er Ehrendoktor der Universität Erlangen. Er war Mitglied der Joachim-Jungius-Gesellschaft, der Akademie für Raumforschung und Landesplanung und der Rheinisch-Westfälischen Akademie der Wissenschaften.
1964 bis 1969 war er Vorsitzender des wissenschaftlichen Beirats des Bundesinnenministeriums und des Bundesministeriums für wirtschaftliche Zusammenarbeit.
Er war seit 1938 verheiratet und hatte fünf Kinder, ein Sohn ist Walther Otremba.

## Schriften
- Allgemeine Agrar- und Industriegeographie, Stuttgart, Franckh 1953
  - Neuauflage als: *Die Güterproduktion im Weltwirtschaftsraum, Rudolf Lütgens (Herausgeber) Erde- und Weltwirtschaft. Ein Handbuch der allgemeinen Wirtschaftsgeographie, Band 3. Stuttgart, Franckh, 3. Auflage 1976
- Fränkisches Keuper-Lias-Land. In:
Emil Meynen, Josef Schmithüsen (Hrsg.): Handbuch der naturräumlichen Gliederung Deutschlands. Bundesanstalt für Landeskunde, Remagen/Bad Godesberg 1953–1962 (9 Lieferungen in 8 Büchern, aktualisierte Karte 1:1.000.000 mit Haupteinheiten 1960). 2. Lieferung 1955, S. 181–189.
- Allgemeine Geographie des Welthandels und Weltverkehrs, Stuttgart, Franckh 1957
  - Neuauflage als: Handel und Verkehr im Weltwirtschaftsraum, Rudolf Lütgens (Herausgeber) Erde- und Weltwirtschaft. Ein Handbuch der allgemeinen Wirtschaftsgeographie, Band 4, 2. Auflage, Stuttgart, Franckh 1978
- Herausgeber Atlas der deutschen Agrarlandschaft, Wiesbaden, Steiner,  1962 bis 1971
- mit Rudolf Lütgens Der Wirtschaftsraum, seine geographischen Grundlagen und Probleme, Stuttgart, Franckh, 2. Auflage 1969 (Neuauflage von Lütgens Die geographische Grundlagen und Probleme des Wirtschaftslebens)
- Der Agrarwirtschaftsraum der Bundesrepublik Deutschland, Erdkundliches Wissen, Band 24, 1970, Beihefte zur Geographischen Zeitschrift
- mit Karlheinz Hottes, Emil Meynen (Zentralausschuss für Landeskunde und Institut für Landeskunde) Wirtschaftsräumliche Gliederung der Bundesrepublik Deutschland : geographisch-landeskundliche Bestandsaufnahme 1960 - 1969, Forschungen zur Deutschen Landeskunde, Band 193, Bundesforschungsanstalt für Landeskunde und Raumordnung, Bonn, 1972
- Standortbedingungen und -verflechtungen der Industrie in der Bundesrepublik Deutschland, Paderborn, Schöningh 1973
- Herausgeber mit Ulrich auf der Heide Handels- und Verkehrsgeographie, Wissenschaftliche Buchgesellschaft, Darmstadt 1977